# Carmen Yulín Cruz
Carmen Yulín Cruz Soto, (San Juan, 25 de febrero de 1963), más conocida como Carmen Yulín, es una política puertorriqueña, quien fue alcaldesa de San Juan, capital de Puerto Rico, desde enero del 2013 hasta su renuncia el 31 de diciembre de 2020. Cruz Soto fue integrante del Partido Popular Democrático (PPD), además fue Vicepresidenta de las Mujeres Populares. Para las primarias de 2020 fue precandidata a gobernadora por el PPD. Cruz Soto apoya y aboga por la soberanía de Puerto Rico, cree en la salud universal, al igual que la declaración de la Universidad de Puerto Rico como un servicio esencial.

## Juventud  y educación
Carmen Yulín Cruz nació en la ciudad de San Juan, Puerto Rico el 25 de febrero de 1963. Es hija de Carmen Irene Soto Molina y Pedro Cruz. Tiene un hermano llamado Pedro José Cruz. Cruz heredó su segundo nombre, Yulín, de su abuela, Lutgarda Vega. Estudió escuela elemental en la Escuela Julio Sellés Solá graduándose con honores. En 1974, se matriculó en la University High School donde sirvió como presidenta de la clase, desde octavo grado hasta su graduación en 1980. También fue presidenta del Consejo de Estudiantes, y capitán del equipo de pista y campo.
Cursó su grado en Boston University, donde se graduó magna cum laude de Ciencias Políticas. Cursó, además, estudios de maestría en la Universidad de Carnegie Mellon en Pittsburg, Pensilvania donde fue la primera estudiante en recibir el Spirit Award.

## Carrera profesional
En su vida profesional, Cruz ha sido Directora de Recursos Humanos de varias compañías privadas. Luego de recibir su maestría, fue contratada por Westinghouse para trabajar en su departamento de Recursos Humanos. También trabajó como directora de recursos humanos para compañías Colgate, Popular, Inc., AT&T y Scotiabank y en el Departamento del Tesoro de los Estados Unidos.

## Carrera política

### Primeros años en la política
En 1981, Cruz fue miembro fundador de la Asociación de Estudiantes Autonomistas de la Universidad de Boston durante sus años de estudio.
En 1992, Cruz regresó a Puerto Rico luego de trabajar en Estados Unidos, para servir como asesora de la alcaldesa de San Juan, Sila María Calderón. Aspiró a un escaño por el Distrito 1 de San Juan en la Cámara de Representantes para las elecciones del 2000, pero no fue elegida. En el 2001 se convirtió en asesora del Presidente de la Cámara de Representantes, y ahora Juez del Tribunal de Apelaciones, Hon. Carlos Vizcarrondo Irizarry.
Cruz también fue miembro del Instituto de Educación Política del PPD en el año 2003. Ese mismo año, resultó elegida Presidenta Nacional de la Organización de las Mujeres Populares (OMP), posición en la cual fue reelecta en el año 2011. Fue nombrada en el año 2005 por el presidente del PPD y gobernador de Puerto Rico, Aníbal Acevedo Vilá, a la Comisión de Reorganización de San Juan.
El 22 de marzo de 2019 lanzó su candidatura a la gobernación por el partido popular democrático y se enfrentará a Charlie Delgado y Eduardo Bathia en primarias el 9 de agosto de 2020.

### 2009-2013: Representante
En las elecciones del 2008, Cruz fue elegida a la Cámara de Representantes. En éste, su primer cuatrienio, fue autora de 90 proyectos de ley. También presentó su primer libro “El Poder está en la Calle”, donde relata sus experiencias en el trabajo comunitario, social y cívico con personas de tendencias políticas distintas a la suya.
En 2011, Cruz lanzó su campaña de reelección y se convirtió en la candidata con más votos en las primarias del partido en el 2012.

### 2012: Candidatura a la alcaldía de San Juan
En 2011, Cruz comenzó a demostrar interés por postularse a la alcaldía de la ciudad capital de San Juan. Sin embargo, desistió de sus aspiraciones cuando el liderato del partido escogió al representante Héctor Ferrer Ríos para el puesto. Sin embargo cuando Ferrer se vio forzado a abandonar la carrera, el nombre de Cruz comenzó a sonar nuevamente.
El 26 de marzo de 2012, Cruz anunció oficialmente su decisión de aceptar la petición del partido y retar al incumbente alcalde Jorge Santini. Múltiples encuestas de los principales periódicos la favorecían por encima de Santini.
Durante su rumbo a alcaldesa negoció un acuerdo entre San Juan y Chicago, EE. UU. con el congresista Luis Gutiérrez para la comunidad puertorriqueña de ambas ciudades. Carmen Yulín ha expresado su fuerte apoyo con la comunidad LGBTT y sus derechos al igual que el de la mujer. Cruz espera tener una vigencia sólo de ocho años administrando la ciudad de San Juan para dar progreso a sus proyectos con la ciudad capital.

### 2013-2020: Alcaldesa de San Juan

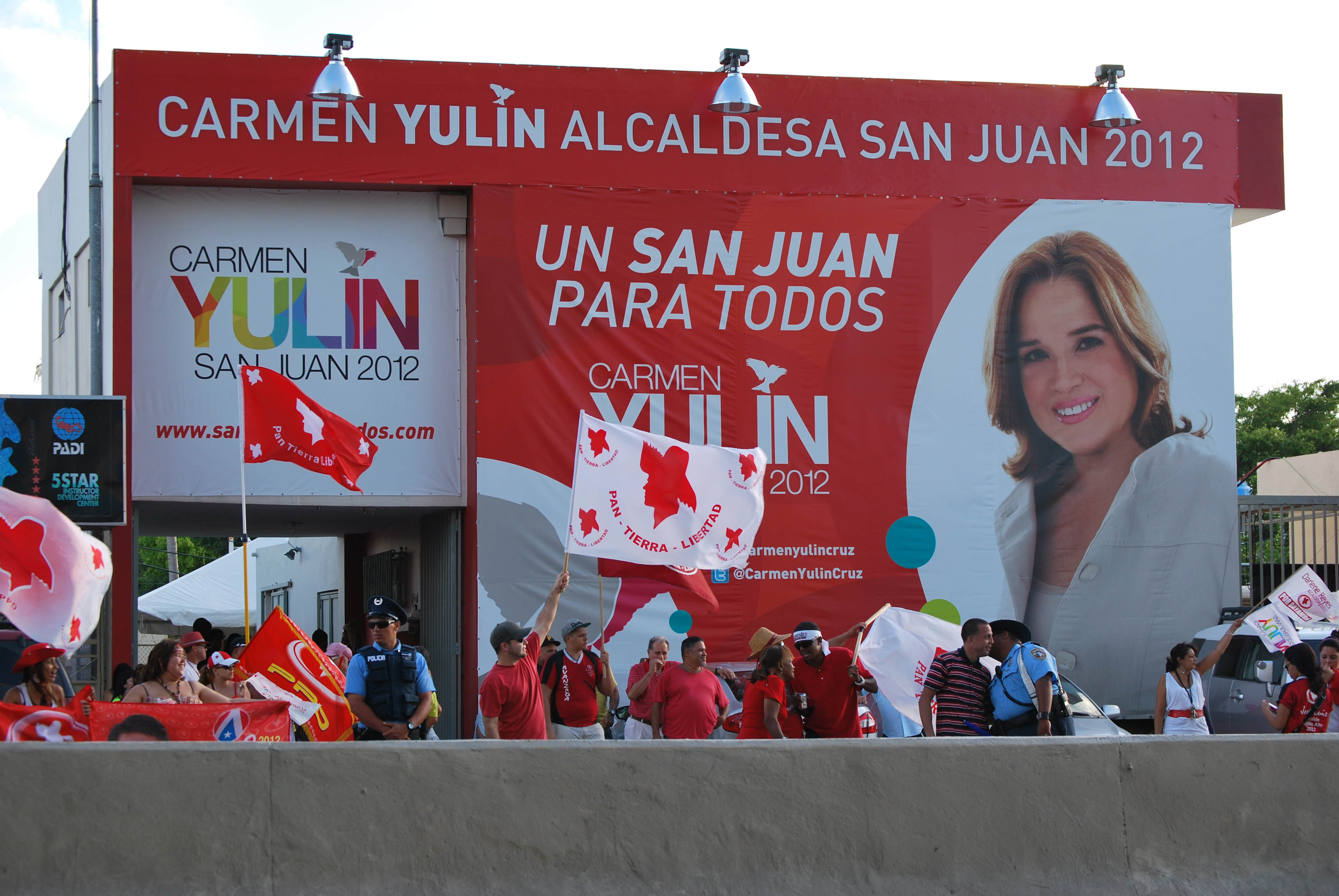
Comité de campaña durante las elecciones.

Después de las elecciones generales efectuadas el 6 de noviembre de 2012, Carmen Yulín Cruz fue elegida como la nueva alcaldesa de la Ciudad Capital de San Juan, Puerto Rico. En las elecciones, Cruz derrotó al incumbente del Partido Nuevo Progresista (PNP), Jorge Santini, quien estuvo en el cargo por 12 años. Su lema: "Un San Juan para todos", captó la atención de los sanjuaneros por su particularidad, carisma y dinamismo. Cruz se convirtió entonces en la tercera mujer en ejercer la alcaldía en cronología por Felisa Rincón de Gautier y Sila Calderón. El 16 de agosto obtuvo un 13 % en la primaria para la gobernación PPD. Siendo derrotada por Charlie Delgado, Cruz Soto dejará la alcaldía de San Juan en diciembre de 2020. El Municipio autónomo de San Juan quedará en manos del alcalde electo, Miguel Romero Lugo.
En el 2021 una investigación por el equipo del programa "Jay y sus Rayos X" descubrió un almacén abandonado con suministros del huracán María incluyendo comida enlatada y agua embotellada que estaba expirada. Cruz defendió su administración diciendo que los suministros eran para tener abastos en caso de emergencia. En febrero el sucesor de Cruz, Miguel Romero alegó que se descubrieron más almacenes.

### Retiro
En septiembre de 2024, Cruz anunció su retiro definitivo de la política electoral y anunció su a apoyo a la Alianza de País para las elecciones de 2024.

## Vida personal
Cruz dio a luz a gemelos (un niño y una niña) en el estado de Pensilvania durante la década de los 90. Sin embargo, el niño falleció poco después y solamente sobrevivió la niña, a cual llamaron Marina Paul Cruz. Cruz se ha casado dos veces con el psicoanalista Alfredo Carrasquillo. Su primer matrimonio con Carrasquillo fue en 2010 y se divorciaron un año después. Volvió a contraer nupcias con Carrasquillo en marzo de 2013 y se divorciaron por segunda vez en diciembre de 2017. En total, Cruz ha estado casada cinco veces. Cruz actualmente reside en el distrito de Cupey. 

## Historial electoral
| Año  | Cargo                             | Tipo      | Partido | Partido | Votos   | %     | Posición | Resultado |
| ---- | --------------------------------- | --------- | ------- | ------- | ------- | ----- | -------- | --------- |
| 2000 | Representante por el 1.º distrito | Generales |         | PPD     | 16,237  | 41.5  | 2.ª      | Derrotada |
| 2008 | Representante por acumulación     | Generales |         | PPD     | 126,126 | 6.7   | 11.ª     | Electa    |
| 2012 | Alcaldesa de San Juan             | Generales |         | PPD     | 88,893  | 50.38 | 1.ª      | Electa    |
| 2016 | Alcaldesa de San Juan             | Generales |         | PPD     | 78,808  | 52.54 | 1.ª      | Reelecta  |
| 2020 | Gobernadora                       | Primarias |         | PPD     | 28,959  | 13.34 | 3.ª      | Derrotada |